# Rio Jucuruçu

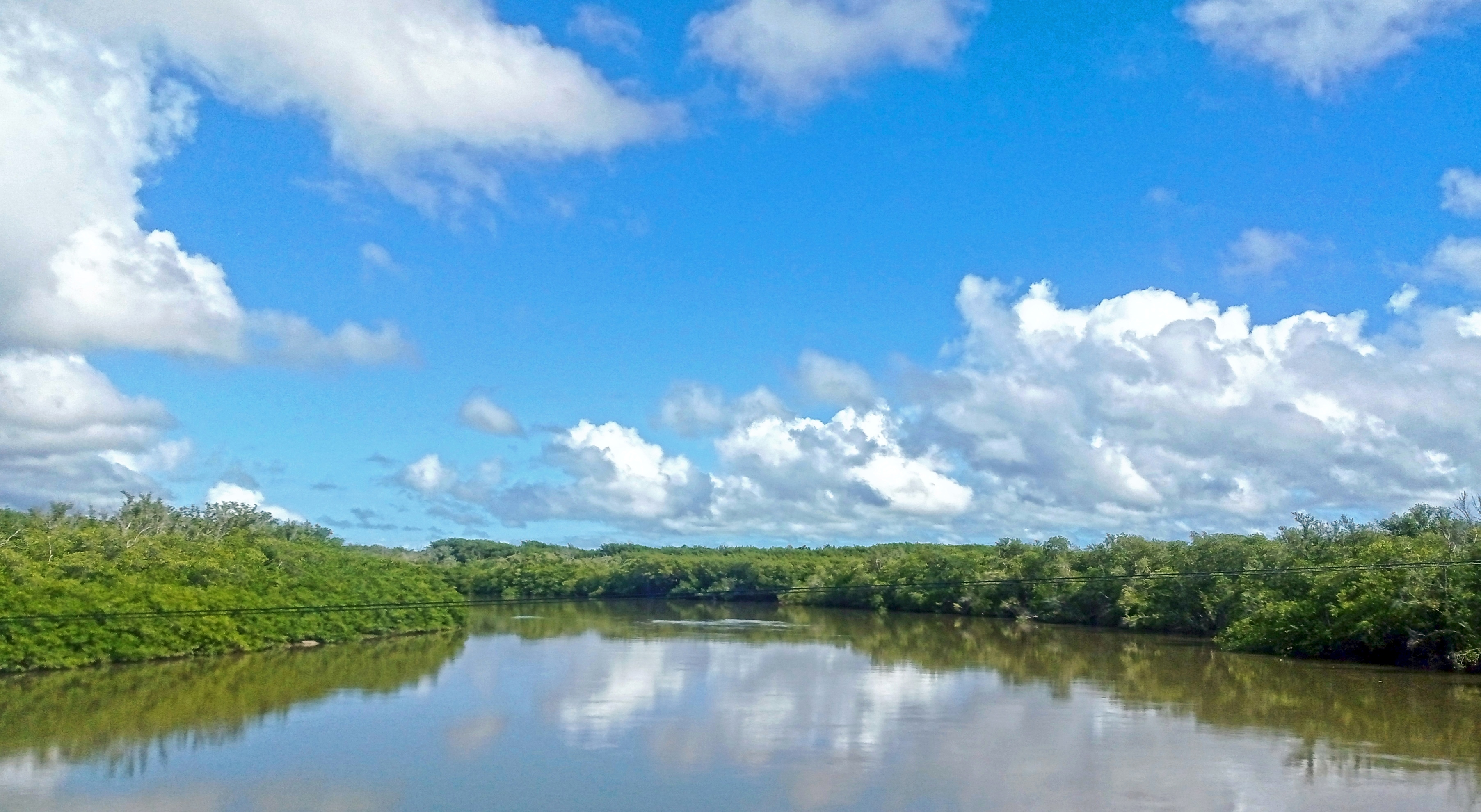
Rio Jucuruçu em Prado, Bahia.

O rio Jucuruçu é um rio dos estados da Bahia e Minas Gerais, no leste do Brasil.
O rio tem duas nascentes, uma no município de Felisburgo, em Minas Gerais, e uma na Bahia. Deságua no município de Prado.   
Jucuruçu foi o nome da aldeia que originou o município do Prado .    
Jucuruçu é o nome de uma cidade no extremo-sul baiano. O rio Jucuruçu atravessa essa cidade. 
Jucuruçu é vocábulo indígena que significa "cobra grande". Do tupi jucuru: cobra, jacuru ou jucuru; e ussu: grande. Nome dado pelos indígenas devido as curvas do rio, dando a impressão de que o mesmo é uma grande cobra. Diz a lenda que essa cobra existiu, e que após ter sido morta pelo índios, ela se transformou no rio. 